# كريس ريتشاردز (لاعب كرة قدم)
كريستوفر جيفري ريتشاردز (بالإنجليزية: Christopher Jeffrey Richards؛ مواليد 28 مارس 2000) هو لاعب كرة قدم أمريكي يلعب في مركز الدفاع مع نادي كريستال بالاس في الدوري الإنجليزي الممتاز.كما يُمثل المنتخب الأمريكي.

## وصلات خارجية
لا توجد روابط لمواقع التواصل الاجتماعي.

- كريس ريتشاردز على موقع الاتحاد الأوربي (الإنجليزية)
- كريس ريتشاردز على موقع الدوري الأمريكي (الإنجليزية)
- كريس ريتشاردز على موقع قاعدة بيانات كرة القدم.إي يو (الإنجليزية)
- كريس ريتشاردز على موقع بيانات كرة القدم. دي إي (الألمانية)
- كريس ريتشاردز على موقع ليكيب (الفرنسية)
- كريس ريتشاردز على موقع ناشيونال فوتبول تيمز (الإنجليزية)
- كريس ريتشاردز على موقع Soccerbase.com (لاعب) (الإنجليزية)
- كريس ريتشاردز على موقع Soccerway.com (الإنجليزية)
- كريس ريتشاردز على موقع عالم كرة القدم.نت (الإنجليزية)